# Lobo Gargurevitch
O Lobo Gargurevitch (em servo-croata, Vuk Branković, ou ainda o apelido de Lobo-Dragão Ognjeni), nascido Vuk Grgurević (1471-16 de abril de 1485), foi um déspota sérvio. Embora Vuk seja um nome próprio comum em sérvio, acredita-se que no caso do Gargurevitch tenha sido mais um apelido dado a posteriori, pela comparação com o animal lobo.